# 手嶋ゆか
手嶋 ゆか（てしま ゆか、1988年1月24日 - ）は、日本の元女性ファッションモデル、元女優。埼玉県出身。以前はオスカープロモーションに所属していた。

## 略歴・人物
ファッション雑誌『Seventeen』の専属モデルとして活動。
女優としては2006年、特撮テレビドラマ『仮面ライダーカブト』に高鳥蓮華役で出演。
趣味はプリクラ、ネイルアート。特技はバドミントン。

## 出演

### 雑誌
- Seventeen（集英社） - 専属モデル（2008年8号〈3月1日発売〉をもって卒業）

### テレビドラマ
- 仮面ライダーカブト 第33話 - 第49話（2006年9月17日 - 2007年1月21日、テレビ朝日） - 高鳥蓮華 役[2]

### バラエティ
- 恋するハニカミ!（2007年1月2日、TBS） - 亀田大毅と共演
- 世界の果てまでイッテQ!（日本テレビ） - Seventeenモデル後輩の有末麻祐子と共演